# Pseudeusemia aperta
Pseudeusemia aperta är en fjärilsart som beskrevs av W. Warren 1902. Pseudeusemia aperta ingår i släktet Pseudeusemia och familjen mätare. Inga underarter finns listade i Catalogue of Life.